# Thierry Ier (Trèves)
Pour les articles homonymes, voir Thierry Ier (homonymie) et Thierry.
Thierry Ier de Trèves (en allemand Theodorich I. von Trier, également Dietrich, en néerlandais Diederik I van Trier), (* inconnu - † 5 juin 977, à Mayence, selon d'autres sources : 12 juin 977) était archevêque de Trèves. Il a occupé cette fonction de 965 jusqu'à sa mort en 977.

## Biographie
Rien n'est connu sur ses origines. À l'origine doyen de la cathédrale de Trèves, il a été documenté pour la première fois en 961 dans un document d'Otton Ier en tant que prévôt de Mayence. Il utilisa les biens que lui avait transférés Otton Ier à Nahegau pour équiper l'abbaye Saint-Gangolf de Mayence, qu'il fonda. Il est nommé archevêque de Trèves en 965. Il obtient le monastère Sainte-Marie d'Oeren à Oeren, en 966, en échange de la collégiale Saint-Servais de Maastricht,, mais Otto II revint sur cet acte en 973.
Il s'est distingué comme promoteur et innovateur de monastères, en particulier les monastères d'Oeren et Saint-Maximin de Trèves.
Il a été enterré dans le monastère de Saint-Gangolf à Mayence.